# Xhafer Deva
Xhafer Deva (21 de fevereiro de 1904 – 25 de maio de 1978) foi um político fascista albanês do Kosovo durante a Segunda Guerra Mundial. Um notável político local no Kosovo e na Albânia ocupada pelo Eixo, assumiu o comando de Mitrovica ocupada pelos alemães e trabalhou com os alemães para estabelecer um governo albanês pró-alemão no Kosovo. Após a capitulação da Itália na guerra, ele ajudou a formar um governo provisório sob ocupação alemã e a estabelecer a Segunda Liga de Prizren ao lado de outros nacionalistas albaneses.
Em novembro de 1943, foi nomeado Ministro do Interior e recebeu efetivamente o comando direto das forças do recém-formado governo albanês. Em 4 de fevereiro de 1944, unidades policiais subordinadas a ele massacraram 86 residentes de Tirana suspeitos de serem antifascistas. Mais tarde, Deva esteve envolvido no recrutamento de albaneses do Kosovo para se juntarem à 21.ª Divisão de Montanha Waffen SS Skanderbeg (1.ª Albanesa). Ele perdeu o cargo de Ministro do Interior com a dissolução do governo albanês em 16 de junho e, posteriormente, tornou-se líder da Segunda Liga de Prizren e liderou operações antipartidárias em torno de Prizren em setembro. Pouco depois, fugiu para a Croácia e depois para a Áustria com a ajuda dos alemães, onde se juntou a outros albaneses anticomunistas.
Após a guerra, mudou-se via Itália para Damasco, onde ajudou a publicar um jornal no exílio intitulado Bashkimi i Kombit (em albanês:  Unity of the Nation). Em 1956, ele imigrou para os Estados Unidos e morou brevemente em Nova York e Boston antes de se mudar para o condado de Calaveras, Califórnia, em 1960. Ele trabalhou como supervisor assistente no departamento de correspondência da Universidade de Stanford, em Palo Alto, até se aposentar em 1972. Durante este tempo, ele liderou a Terceira Liga de Prizren e desempenhou um papel ativo na organização da resistência anticomunista até sua morte em 25 de maio de 1978. Arquivos divulgados após sua morte mostraram que ele havia sido recrutado pela Agência Central de Inteligência (CIA) enquanto vivia nos Estados Unidos.

## Biografia
Xhafer Ibrahim Deva nasceu em Mitrovica, Vilaiete de Kosovo, Império Otomano, em 21 de fevereiro de 1904. Ele era o sétimo filho de Ibrahim Deva, um comerciante de madeira de Đakovica. Antes das Guerras Balcânicas, ele frequentou uma escola de língua alemã em Salônica. Depois, estudou comércio no Robert College, um internato privado americano no bairro de Arnavutköy, em Istambul. Formou-se em 1922 e viajou para o Egito, onde trabalhou brevemente para um banco em Alexandria. Sofrendo de reumatismo, deixou o Egito e procurou tratamento na Áustria. Ele estudou silvicultura em Viena antes de retornar a Mitrovica em 1933 e abrir um negócio madeireiro que durou até 1941.

### Segunda Guerra Mundial
O Reino da Itália invadiu o Reino da Albânia em 7 de abril de 1939 e depôs o seu monarca, o rei Zog I. Posteriormente, eles restabeleceram o estado albanês como um protetorado do Reino da Itália.
Em 1941, Deva foi o primeiro líder político albanês do Kosovo a declarar-se pronto para colaborar com os alemães no caso da invasão da Iugoslávia pelo Eixo. Tendo estado em contacto com a Abwehr (a inteligência militar alemã) durante algum tempo, conheceu Hermann Neubacher, o representante especial alemão para o sudeste da Europa, em Belgrado antes da invasão e deu-lhe o seu apoio.
As potências do Eixo invadiram o Reino da Iugoslávia em 6 de abril de 1941. Posteriormente, o país foi desmantelado e a Wehrmacht estabeleceu o Território do Comandante Militar na Sérvia sob um governo militar de ocupação. O território incluía a maior parte da Sérvia propriamente dita, com a adição da porção norte do Kosovo e do Banato. A Albânia italiana foi expandida para incluir partes adjacentes da Iugoslávia incorporadas principalmente das banovinas (subdivisões regionais) iugoslavas de Vardar e Morava. A maior parte do Kosovo foi anexada à Albânia e, no início, os albaneses que lá viviam acolheram com entusiasmo a ocupação italiana. Embora oficialmente sob domínio italiano, os albaneses controlavam a região e foram encorajados a abrir escolas de língua albanesa, que haviam sido proibidas pelo governo iugoslavo. Os italianos também deram aos habitantes a cidadania albanesa e permitiram-lhes hastear a bandeira albanesa.
Em 26 de abril, Deva organizou uma reunião entre representantes albaneses do Kosovo e do sul de Sandžak com o general alemão Friedrich-Georg Eberhardt sobre a organização da 'nova ordem'. Eberhardt exigiu a formação de novos governos municipais e afirmou que Adolf Hitler provavelmente permitirá a limpeza dos sérvios destas áreas, mas quaisquer acções radicais não deveriam ser apressadas. Mais tarde naquele ano, Deva trabalhou com Balli Kombëtar e os alemães para estabelecer um governo albanês pró-alemão no Kosovo ligado à nação albanesa. Ele rapidamente se tornou a figura mais poderosa do Balli Kombëtar, instruindo os membros a seguirem uma interpretação militante do Islã. O político albanês do Kosovo mais capaz da guerra, foi então nomeado chefe da administração local em Mitrovica ocupada pelos alemães. Após a capitulação da Itália, Deva e Bedri Pejani, auxiliados pelo emissário alemão Franz von Schweiger,  criaram a Segunda Liga de Prizren em 16 de setembro de 1943. A liga, cujo objetivo era defender o fronteiras da Grande Albânia,  declarou a  jihad (guerra santa) contra eslavos, ciganos e judeus e procurou criar uma Grande Albânia etnicamente limpa. Entre 4 e 7 de dezembro de 1943, 400 soldados do Regimento do Kosovo comandados por Deva cercaram Peć e cometeram assassinatos em massa de sérvios e montenegrinos locais, matando pelo menos 300 pessoas. Deva posteriormente colocou as unidades recém-criadas de Balli Kombëtar sob o comando dos alemães.
Juntamente com Pejani e Ibrahim Biçakçiu, um proprietário de terras de Elbasani, mais tarde ajudou a criar um comité nacional de vinte e dois líderes albaneses e albaneses do Kosovo que declarou a Albânia independente e que elegeu um comité executivo sob Biçakçiu para formar um governo provisório. Em 5 de novembro, Deva foi nomeado Ministro do Interior no governo de Tirana de Rexhep Mitrovica e colaborou com os alemães para se opor à propagação das forças comunistas no norte, efetivamente dando-lhe o comando direto sobre as forças do novo governo.

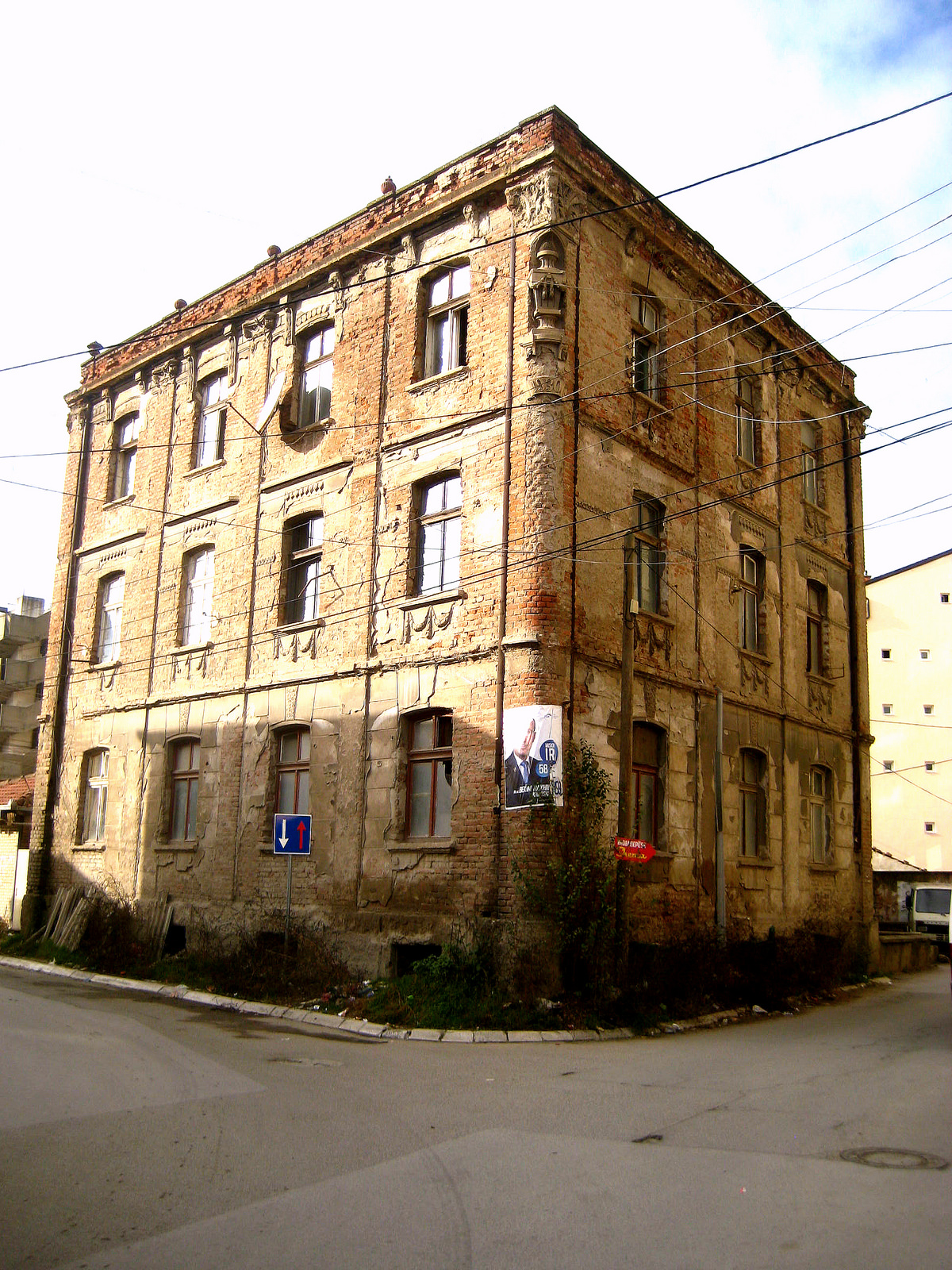
Casa de Xhafer Deva em Mitrovica

Em 4 de fevereiro de 1944, unidades policiais sob sua autoridade massacraram 86 residentes de Tirana suspeitos de serem antifascistas. Mais tarde, Deva começou a recrutar albaneses do Kosovo para se juntarem ao SS Skanderbeg. Anteriormente, em 1943, em Novi Pazar, após convite do prefeito Aćif Hadžiahmetović, ele popularizou o recrutamento em SS Handschar. Em maio, ele visitou a Alemanha com Ago Agaj, o Ministro da Economia Nacional da Albânia. Em 16 de junho, o governo de Mitrovica foi dissolvido e Deva perdeu o cargo de Ministro do Interior. Ele foi então nomeado líder da Segunda Liga de Prizren, e assumiu o comando das operações antipartidárias na cidade em setembro.
Com a vitória aliada nos Bálcãs iminente, Deva também se envolveu em uma última tentativa de estabelecer um governo anticomunista em Kosovo e recebeu grandes esconderijos de armas e munições do general da SS Josef Fitzthum e do representante especial de Neubacher, Karl Gstottenbauer. Por razões semelhantes, Deva e outros colaboradores albaneses concordaram com uma aliança com os Chetniks de Draža Mihailović em meados de 1944, quando se encontrou com Tihomir Šarković, representante de Mihailović.  Ele e os seus homens também se envolveram na recolha de alimentos e equipamento de rádio dos soldados alemães em retirada  e tentaram comprar-lhes mais armas, a fim de organizar uma "solução final" para a população eslava do Kosovo. Nada aconteceu, pois os poderosos guerrilheiros iugoslavos impediram a ocorrência de qualquer limpeza étnica em grande escala dos eslavos. De acordo com relatórios alemães de novembro de 1944, Deva tinha uma força de cerca de 20.000 homens armados à sua disposição. O historiador Jozo Tomasevich escreve que este número é provavelmente exagerado, mas admite que grandes grupos de albaneses do Kosovo estavam activos na região na altura.
A revisão histórica do papel de Deva na Segunda Guerra Mundial tornou-se mais complicada à medida que, embora as suas atrocidades e colaboração com o Eixo continuem a ser reconhecidas e condenadas, o seu papel na salvação dos judeus na própria Albânia também veio à luz. Na primavera de 1944, os ocupantes alemães solicitaram novamente uma lista de judeus, que já havia sido recusada pelas autoridades colaboracionistas albanesas; ao ouvirem a grave situação, dois dos líderes judeus locais procuraram o conselho de Mehdi Frasheri, um funcionário do governo, para obter ajuda; Frasheri os encaminhou para Xhafer Deva, que aparentemente por um lado tinha uma "boa reputação por proteger os judeus", mas por outro "tornou-se conhecido pelo terror que exerceu nas ruas de Tirana junto com suas hordas". Xhafer Deva, então ministro do interior do governo traidor albanês, teria dito a dois delegados judeus que tinha a lista e concordou que protestaria contra o assunto junto aos alemães. Ele se recusou a entregar a lista aos alemães e rejeitou seus pedidos para reunir os judeus em um só lugar, supostamente por causa do costume albanês de hospitalidade. Aos alemães, Deva argumentou que não entregaria a lista porque não aceitaria "interferência nos assuntos albaneses". Deva informou aos líderes da comunidade judaica que posteriormente recusou com sucesso o pedido alemão. Em junho de 1944, as autoridades alemãs solicitaram novamente a lista de judeus e o governo colaboracionista albanês recusou mais uma vez.

### Exílio e morte
À medida que a guerra na Albânia se aproximava do fim, Deva fugiu para a Croácia e depois para a Áustria em Dezembro, onde foi reinstalado com a ajuda do Ministério dos Negócios Estrangeiros do Reich enquanto os alemães evacuavam a Albânia e o Kosovo. Lá, ele se juntou a outros albaneses anticomunistas no exílio e cuidou do enfermo Rexhep Mitrovica. Do final de 1945 até o início de 1947, viveu no oeste da Áustria, a uma distância segura das forças soviéticas. Em 1947, Deva mudou-se via Itália para Damasco, na Síria, onde ajudou a publicar um jornal no exílio intitulado Unidade da Nação (em albanês:  Bashkimi i Kombit). Em 1956, imigrou para os Estados Unidos e morou brevemente em Nova York e Boston. Em 1960, mudou-se para o condado de Calaveras, Califórnia, e trabalhou como supervisor assistente no departamento de correspondência da Universidade de Stanford em Palo Alto até sua aposentadoria em 1972. Nos anos de exílio, Deva liderou a Terceira Liga de Prizren e desempenhou um papel ativo na organização da resistência anticomunista. Ele morreu em 25 de maio de 1978, aos 74 anos.

## Legado
Arquivos divulgados após sua morte mostraram que Deva foi um dos 743 suspeitos de crimes de guerra fascistas recrutados pela Agência Central de Inteligência (CIA) durante a Guerra Fria.
Em fevereiro de 2022, foi anunciado que o Programa das Nações Unidas para o Desenvolvimento e a União Europeia ajudariam a financiar a restauração da antiga casa de Deva em Mitrovica. A decisão foi condenada pela ministra da Cultura sérvia, Maja Gojković, pelo embaixador da Alemanha no Kosovo, Joern Rohde, bem como por Efraim Zuroff, diretor do Centro Simon Wiesenthal. Em resposta às críticas, o PNUD e a UE decidiram retirar o financiamento do projecto.